# Driftwereld
Driftwereld is een Belgische stripreeks bedacht, getekend en geschreven door Ken Broeders. De reeks werd uitgebracht door uitgeverij L.

## Inhoud
Driftwereld is een verborgen wereld geschapen voor de elfen en trollen. De elf Dellric Twotter, een dief, moet van de leidster van de Trollen een amulet stelen. Hij blijkt niet de enige te zijn die het amulet wil hebben. Een Mens verschijnt op de wereld en samen moeten zij een gevaar bezweren dat het einde van Driftwereld zou kunnen betekenen.

## Publicatiegeschiedenis
In oktober 2018 startte de reeks in het stripblad Eppo.
| Nr | Orig. | Titel                              | Tekenaar     | Scenarist    | Aantal pagina's | 1e Publicatie                   |
| -- | ----- | ---------------------------------- | ------------ | ------------ | --------------- | ------------------------------- |
| 1  | 2019  | Een verhaal over dieven en trollen | Ken Broeders | Ken Broeders | 56              | Eppo 2018 nr. 21 t/m 2019 nr. 8 |
| 2  | 2020  | Een verhaal over tovenaars         | Ken Broeders | Ken Broeders | 56              | Eppo 2020 nr. 1 t/m 2020 nr. ?  |
| 3  | 2021  | Een verhaal over een heks          | Ken Broeders | Ken Broeders | 56              | Eppo 2021 nrs. 6 t/m 19         |

## Albums
Het eerste album in de reeks kwam uit op 14 september 2019 tijdens het Stripfestival van Breda. Er werd zowel een softcover, hardcover als luxe versie met extra dossier uitgebracht.
| Jaar | Nr | Verhaal                            | Uitgever     |
| ---- | -- | ---------------------------------- | ------------ |
| 2019 | 1  | Een verhaal over dieven en trollen | Uitgeverij L |
| 2020 | 2  | Een verhaal over tovenaars         | Uitgeverij L |
| 2021 | 3  | Een verhaal over een heks          | Uitgeverij L |